# Saint-Lager-Bressac
 Saint-Lager-Bressac  es una población y comuna francesa, ubicada en la región de Ródano-Alpes, departamento de Ardèche, en el distrito de Privas y cantón de Chomérac.

## Demografía
| 416 | 373 | 382 | 491 | 569 | 663 |
| Para los censos de 1962 a 1999 la población legal corresponde a la población sin duplicidades (Fuente: INSEE [Consultar]) |     |     |     |     |     |